# خندق الفت
خندق الفت مربوط به تاریخی ـ سده‌های میانی اسلامی است و در شهرستان کوهدشت، بخش رومشگان، دهستان رومشگان شرقی، روستای چغابور واقع شده و این اثر در تاریخ ۸ بهمن ۱۳۸۵ با شمارهٔ ثبت ۱۷۱۰۲ به عنوان یکی از آثار ملی ایران به ثبت رسیده است.